# Saison 1976-1977 de la LAH
Saison précédente Saison suivante
La saison 1976-1977 de la Ligue américaine de hockey est la 41e saison de la ligue. La ligue perdant deux nouvelles franchises, les divisions sont dissoutes. Six équipes jouent 80 matchs chacune dans la saison régulière. 
Le trophée F.-G.-« Teddy »-Oke est remis au vainqueur de la saison régulière et le trophée John-D.-Chick n'est pas attribué. Les Voyageurs de la Nouvelle-Écosse remportent la saison et leur troisième coupe Calder.

## Changement de franchises
- Les Robins de Richmond cessent leurs activités.
- Les Clippers de Baltimore quittent la LAH et rejoignent la Southern Hockey League.
- Les Reds de Providence sont renommés en Reds de Rhode Island.

## Saison régulière

### Classement
| Clt   | Équipe                          | PJ | V  | D  | N | BP  | BC  | Pts |
| ----- | ------------------------------- | -- | -- | -- | - | --- | --- | --- |
| +001, | Voyageurs de la Nouvelle-Écosse | 80 | 52 | 22 | 6 | 308 | 225 | 110 |
| +002, | Nighthawks de New Haven         | 80 | 42 | 31 | 6 | 333 | 287 | 92  |
| +003, | Americans de Rochester          | 80 | 42 | 33 | 5 | 320 | 273 | 89  |
| +004, | Bears de Hershey                | 80 | 36 | 38 | 6 | 282 | 293 | 78  |
| +005, | Indians de Springfield          | 80 | 28 | 51 | 1 | 302 | 390 | 57  |
| +006, | Reds de Rhode Island            | 80 | 25 | 51 | 4 | 282 | 359 | 54  |

- En gras : qualifiés pour les séries

### Meilleurs pointeurs
| Joueur         | Équipe                          | PJ | B  | A  | Pts | Pun |
| -------------- | ------------------------------- | -- | -- | -- | --- | --- |
| André Peloffy  | Indians de Springfield          | 79 | 42 | 57 | 99  | 106 |
| Eddie Johnston | Nighthawks de New Haven         | 80 | 40 | 58 | 98  | 79  |
| Doug Gibson    | Americans de Rochester          | 78 | 41 | 56 | 97  | 11  |
| Tom Colley     | Nighthawks de New Haven         | 80 | 37 | 56 | 93  | 36  |
| Blake Dunlop   | Nighthawks de New Haven         | 76 | 33 | 60 | 93  | 16  |
| Pierre Mondou  | Voyageurs de la Nouvelle-Écosse | 71 | 44 | 45 | 89  | 21  |
| Walt Ledingham | Reds de Rhode Island            | 73 | 29 | 57 | 86  | 20  |
| Rod Schutt     | Voyageurs de la Nouvelle-Écosse | 80 | 33 | 51 | 84  | 56  |

## Séries éliminatoires
Les quatre premiers de la saison régulière sont qualifiés. Toutes les séries sont disputées au meilleur des sept matchs.
- Les demi-finales voient s'affronter le premier et la quatrième de la saison ainsi que le deuxième et  le troisième.
- Les vainqueurs se sont qualifiés pour la finale[4].

|  | Demi-finales    | Demi-finales |                 |   | Finale | Finale |
|  | Demi-finales    | Demi-finales |                 |   | Finale | Finale |
|  |                 |              |                 |   |        |        |
|  |                 |              |                 |   |        |        |
|  |                 |              |                 |   |        |        |
|  | Nouvelle-Écosse | 4            |                 |   |        |        |
|  | Nouvelle-Écosse | 4            |                 |   |        |        |
|  | Hershey         | 2            |                 |   |        |        |
|  | Hershey         | 2            | Nouvelle-Écosse | 4 |        |        |
|  |                 |              | Nouvelle-Écosse | 4 |        |        |
|  |                 | Rochester    | 2               |   |        |        |
|  | New Haven       | Rochester    | 2               | 2 |        |        |
|  | New Haven       |              |                 | 2 |        |        |
|  | Rochester       | 4            |                 |   |        |        |
|  | Rochester       | 4            |                 |   |        |        |

## Trophées

### Trophées collectifs
| Coupe Calder : Vainqueurs des séries                           | Voyageurs de la Nouvelle-Écosse |
| Trophée F.-G.-« Teddy »-Oke : Champions de la saison régulière | Voyageurs de la Nouvelle-Écosse |

### Trophées individuelles
| Trophée Les-Cunningham : Meilleur joueur de la saison                                 | Doug Gibson (Americans de Rochester)                        |
| Trophée John-B.-Sollenberger : Meilleur pointeur                                      | André Peloffy (Indians de Springfield)                      |
| Trophée Dudley-« Red »-Garrett : Meilleure recrue                                     | Rod Schutt (Voyageurs de la Nouvelle-Écosse)                |
| Trophée Eddie-Shore : Meilleur défenseur de la saison                                 | Brian Engblom (Voyageurs de la Nouvelle-Écosse)             |
| Trophée Harry-« Hap »-Holmes : Gardien(s) de l'équipe ayant encaissé le moins de buts | Ed Walsh et Dave Elenbaas (Voyageurs de la Nouvelle-Écosse) |
| Trophée Louis-A.-R.-Pieri : Meilleur entraîneur de la saison                          | Al MacNeil (Voyageurs de la Nouvelle-Écosse)                |